# Videnskabshistorie
Videnskabshistorie er en akademisk disciplin, der beskæftiger sig med videnskabernes opståen og udvikling. Målet er at beskrive hver enkelt videnskabs historie og erkendelsesmæssige udvikling. De første videnskabelige landvindinger opnåede man inden for naturvidenskab og lægevidenskab, og disse områder dominerer derfor den ældre del af videnskabshistorien. Gennem nyere tid er også de tekniske videnskaber, samfundsvidenskaberne og humanioraen blevet studieemner for videnskabshistorikerne.
De første spor efter videnskabelig erkendelse findes i de gamle egyptiske og mesopotamiske kulturer, hvor man udviklede matematiske, geometriske og astronomiske færdigheder, som bl.a. kunne bruges ved byggeri, ved planlægning af såning og høst, ved matrikulering af landbrugsjord og ved skatteopkrævning. I antikkens Grækenland blomstrede en akademisk elite frem, som beskæftigede sig med videnskab og forskning for videnskabens egen skyld, og ikke blot med praktiske formål for øje. Denne tradition videreførtes i Romerriget, men en stor del af grækernes og romernes viden gik tabt i Folkevandringstiden, hvor europæerne var optaget af interne stridigheder. På denne tid blomstrede imidlertid den indiske og især arabiske verden, bl.a. med en rigdom af videnskabelige opdagelser inden for så forskellige fag som matematik (hvis begreber algoritme og algebra stammer fra denne tid), astronomi (med stjernenavne som Aldebaran og Betelgeuse), optik, lægevidenskab og kirurgi.
Mennesket har bedrevet videnskab gennem adskillige tusinde år, men det var først i 1700-tallet, man begyndte at skrive videnskabernes historie. Helt frem til sidste halvdel af 1900-tallet var den gængse tilgang til historieskrivningen, specielt inden for fysik og biologi, at beskrive den videnskabelige udvikling som en stadigt fremadskridende proces, hvor overbevisende teorier afløste falske forestillinger. Inden for de senere årtier har historikere som fx Thomas Kuhn argumenteret for en anderledes udvikling, hvor forskellige erkendelsesmæssige mønstre eller tilgange, kaldet paradigmer, konkurrerer indbyrdes på en baggrund som ikke blot er intellektuel, men også kulturel, økonomisk og politisk.

## Videnskab i oldtiden
Blandt de første mennesker blev erfaring og kunnen overleveret mundtligt fra slægtled til slægtled. Fx lærte mexicanske indianere sig for omkring 9.000 år siden at dyrke majs, selvom de endnu ikke havde noget skriftsprog. Astronomisk kunnen kendes også fra kulturer uden skriftsprog. Med fremkomsten af skriftsprog kunne viden meget mere nøjagtigt videreføres fra slægtled til slægtled.
I mange af de ældste kulturer indsamlede man systematisk astronomiske observationer. Selvom man ikke kendte til solsystemets og universets opbygning, fremkom flere teoretiske forklaringer herpå. Nogle kulturer havde et grundlæggende kendskab til menneskets fysiologi, og alkymi praktiseredes i flere kulturer. Man havde ofte et godt kendskab til sit områdes flora og fauna.

### Egypten
De gamle egyptere gjorde store videnskabelige fremskridt inden for astronomi, matematik og medicin. De udviklede geometrien for bedre at kunne opmåle og matrikulere den frugtbare landbrugsjord, som Nilen hvert år oversvømmede. For at kunne bygge lige brugte de retvinklede trekanter med siderne 3-4-5. Den egyptiske Edwin Smith-papyrus fra ca. 1600 f.Kr. er det ældst kendte manuskript om medicin og sygdomsbekæmpelse, selvom behandlingerne dog ofte var virkningsløse. Man fulgte en bestemt rækkefølge af trin i behandlingen, nemlig først undersøgelse, dernæst diagnose, dernæst behandling og endelig prognose, en rækkefølge som senere skulle komme til at spille en vigtig rolle ved udviklingen af den empiristiske videnskabelige metode. Beskrivelser af traditionel empirisk tænkning findes i den egyptiske Ebers-papyrus fra omkring 1550 f.Kr.

### Mesopotamien
Den sumeriske kultur, som udfoldede sig i Mesopotamien i det nuværende Irak, udviklede omkring 3500 f. Kr. et skriftsprog, kileskriften, som er bevaret på et stort antal lertavler. En af disse, den såkaldte Plimpton 322 fra omkring 1900 f. Kr., har matematiske inskriptioner i form af en serie pythagoræiske tal (fx 3-4-5 og 5-12-13). Både de gamle egyptere og sumerere kendte altså disse interessante talsæt, hvis teoretiske baggrund dog først blev kendt mere end tusind år senere, som Pythagoras’ sætning.
Fra den babylonske kultur, som omkring 1850 f. Kr. efterfulgte den sumeriske, kendes tusindvis af lertavler med astronomiske optegnelser. Nøjagtige observationer af bl.a. solens og månens omløbstider gjorde det muligt for babylonierne at beregne daglængdens variation hen over året, samt forudsige månens og planeternes placering, herunder sol- og måneformørkelser. De babyloniske astronomer udviklede en raffineret matematisk beskrivelse af astronomiske fænomener, som på afgørende vis har dannet grundlag for al senere astronomisk forskning, både hos de gamle grækere, indere, arabere og senere europæerne.

### Oldtidens grækere og romere
I det østlige Middelhav voksede fra omkring det 9. århundrede f.Kr. oldtidens Grækenland frem, efter at en række græske bystater begyndte at slutte sig sammen under fælles ledelse. I det 7. århundrede f.Kr. begyndte grækerne, bl.a. foranlediget af behovet for pålidelige kalendere og sygdomshelbredelse, på videnskabelig vis at undersøge naturen. Herved opstod den videnskab, som eftertiden kaldte naturfilosofi, et navn den bar helt frem til 1800-tallet, hvor den kom til at hedde naturvidenskab. De første græske naturfilosoffer, betegnet førsokratikerne, var opdelt i en række indbyrdes konkurrerende skoler, som alle var optaget af forskellige aspekter af spørgsmålet: ”Hvordan opstod den verdensorden, det kosmos, som vi lever i?”
En af disse filosoffer var Thales fra Milet, kaldet ’videnskabens far’, bl.a. fordi han var blandt de første til at søge efter logiske forklaringer (logos) på fænomener, som ellers i samtiden blev tilskrevet overnaturlige eller religiøse kræfter (mythos). Thales mente, at al landjord flyder oven på vand. Han påstod at oceanerne så at sige fortsætter ind under kontinenterne. Det var derfor ikke guden Poseidon som fremkaldte jordskælv, men derimod bevægelser i vandet neden under landområderne.
Thales’ elev Pythagoras grundlagde pythagoræernes skole, som især beskæftigede sig med matematisk grundforskning og bl.a. udledte den pythagoræiske læresætning om retvinklede trekanter (figur), som tidligere både egypterne og sumererne havde været på sporet af. Pythagoras var den første til at påstå at Jorden er kugleformet.
Filosoffen Leucippos var i det 5. århundrede f.Kr. ophavsmand til atomismen, teorien om at alt stof er opbygget af udelelige og uforgængelige grundenheder kaldet atomer. Teorien blev senere kraftigt udbygget af hans elev Demokrit, og endnu senere af Epikur.
Platon og hans elev Aristoteles udviklede naturfilosofien ved bl.a. at indføre de to stadigt gældende fundamentale tilgange til videnskabelig tænkning, dels det deduktive ræsonnement baseret på logisk følgeslutning, dels at man ud fra empiriske observationer kan udføre induktive ræsonnementer. Aristoteles forskede også inden for biologi, hvor han studerede dyrs og planters opbygning og adfærd. Han beskrev 540 dyrearter og dissekerede mere end 50 forskellige arter. Aristoteles’ naturfilosofiske arbejde fik stor betydning for senere islamiske og europæiske lande, og det blev først forældet under den videnskabelige revolution i Europa i 1500- og 1600-tallet.
Astronomen Aristarchos var den første til at fremkomme med en heliocentrisk model for solsystemet. Det var dog Aristoteles’ geocentriske model, udviklet i 3. århundrede f.Kr. og senere raffineret af astronomen Ptolemæus i hans bog Algamest fra ca. 150 e.Kr., som skulle blive fremherskende, efterhånden stærkt støttet af den kristne kirke, helt frem til Kopernikus i 1543 fremlagde sit nye heliocentriske solsystem, med reference til Aristarchos. På samme tid som Aristarchos levede geografen Erastothenes, der som den første beregnede jordklodens størrelse ved gradmåling, mens Hipparchos lidt senere sammensatte det første systematiske katalog over stjernerne på nattehimlen. Hipparchos er muligvis også ophavsmand til den såkaldte Antikythera-mekanisme, et sindrigt urværk til beregning af planeternes positioner, som man i 1902 fandt i et skibsvrag fra omkring 80 f.Kr. Det var først i løbet af 1300-tallet, at europæiske urmagere blev i stand til at lave mekanismer med tilsvarende kompleksitet.
Inden for lægevidenskaben beskrev Hippokrates i årtierne omkring 400 f.Kr. mange sygdomme og lidelser. Han udviklede et fysiologisk system baseret på de fire elementer jord, vand, luft og ild, hvortil svarede kropsvæskerne hhv. sort galde, lymfe, blod og gul galde. Ifølge Hippokrates opstod sygdom, når de fire væsker kom i ubalance, og åreladning som middel til at genoprette balancen blev brugt i lægevidenskaben helt op i 1800-tallet. Det var Hippokrates der indstiftede den hippokratiske ed, et lægeløfte som i lidt ændret form den dag i dag aflægges af nyuddannede læger i mange lande. Herofilos (335-280 f.Kr.) var den første som systematisk anvendte dissektioner i sine undersøgelser, hvor han bl.a. kortlagde nervesystemet. I 200-tallet e.Kr. udførte den græske kirurg Galen bl.a. hjerne- og øjenoperationer, noget man først gav sig i kast med igen næsten to årtusinder senere.[kilde mangler]
Den egyptiske matematiker Euklid kaldes ’geometriens fader’, fordi han i sit 13-binds værk Elementer om bl.a. geometri og talteori indførte de matematiske begreber definition, aksiom, teorem og bevis. Begreberne bruges stadig i dag, og Elementer anses for en af de betydeligste lærebøger, der nogensinde er skrevet.
Man havde brugt vægte i flere tusind år dengang Arkimedes opstillede de fysiske love om ligevægt og vægtstangsprincippet. Før Arkimedes klarede man sig med praktisk og intuitiv kunnen. Det Arkimedes gjorde var at klarlægge de teoretiske følger af denne praktiske kunnen og præsentere denne nye indsigt på logisk sammenhængende vis.
I den græske koloni på Sicilien ved navn Syrakus boede i 3. århundrede f.Kr. videnskabsmanden Arkimedes. Han var overbevist om, at videnskaberne matematik og fysik erkendelsesmæssigt hang tæt sammen. Inden for matematik fandt han på nye måder at beregne arealer af geometriske figurer, udregne summen af uendelige rækker og beregne pi med stor nøjagtighed. Inden for fysik arbejdede han med statik og hydrostatik, og med vægtstangsprincippet. Som ingeniør stod han bag Arkimedes-skruen.
Theofrastos, som var elev af Platon og Aristoteles, videreførte sidstnævntes arbejde inden for botanik, hvor han opstillede den første taksonomi. Den romerske historiker Plinius den Ældre udgav i 77 e.Kr. en omfattende naturhistorisk encyklopædi, Naturalis Historia, som har overlevet til i dag. Han videreførte Theofrastos’ arbejde med mineralogi, fx om diamanters oktaedriske krystalform, og nævnte at gravører brugte diamantstøv som slibemiddel på hårde ædelsten. Hans iagttagelser lagde grunden til både krystallografi og mineralogi. Han indså som den første, at rav er fossil harpiks, idet han så ravstykker med indlejrede insekter.[kilde mangler]
Gennem den græske og romerske oldtid gjorde man store fremskridt inden for især anatomi, zoologi, botanik, mineralogi, geografi, matematik, fysik og astronomi. Man blev især optaget af at studere forandringer i naturen og deres årsager, og man indså matematikkens betydning for naturhistorien, samt værdien af den empiriske metode. Oldtidens videnskabelige landvindinger fik vidtrækkende betydning for eftertiden, både i Nærorienten for Middelalderens muslimske lærde og videnskabsmænd, i den europæiske Renæssance og efterfølgende videnskabelige revolution og oplysningstid, helt til nutidens sekulære videnskab, som helt har frigjort sig fra religiøse dogmer.

### Indien
Induskulturen, som opstod langs Indus-floden ca. 3.300 f.Kr., gjorde tidligt fremskridt inden for matematik. Man brugte en længdeenhed på ca. 3,4 cm, og ved byggeri benyttede man denne enhed ved fremstilling af mursten med standardiserede mål i forholdet 4:2:1, eller multipla heraf, som erfaringsmæssigt gav stabilt murværk, som det ses i oldtidsbyen Mohenjo-Daro.
Det arabiske talsystem, som i dag bruges verden over, hedder rettelig det hindu-arabiske talsystem, for det blev oprindeligt udviklet af indiske matematikere i de første århundreder af vor tidsregning. Matematikeren Brahmagupta indførte i 600-tallet som den første tallet nul, hvilket var et stort fremskridt for matematikken. Det var også ham, der i 628 forslog, at det var en kraft, i dag kendt som tyngdekraften, som fik ting til at falde til jorden.
I 499 e.Kr. præsenterede den indiske astronom og matematiker Aryabhata (476-550) en række trigonometriske funktioner, bl.a. sinus, cosinus og invers sinus, foruden trigonometriske tabeller og forskellige algoritmer og teknikker til løsning af algebraiske opgaver. Matematikeren og astronomen Madhava Sangamagrama (ca. 1340 – ca. 1425) grundlagde i Kerala i det sydligste Indien en læreanstalt, som blomstrede frem til begyndelsen af 1600-tallet. Her gjordes store fremskridt inden for bl.a. rækkeudviklinger af trigonometriske funktioner, noget som europæiske matematikere først begyndte at beskæftige sig med langt senere.

## Videnskab i middelalderen
Da Romerriget i 395 e.Kr. deltes i det Vestromerske rige med Rom som hovedstad og det Østromerske rige med Konstantinopel som hovedstad, markerede dette begyndelsen til enden for det vestromerske rige, som gik til grunde 81 år senere. Det Østromerske rige bestod helt til 1453, og her trivedes lærdom og videnskab stadig, mens det i vest var henvist til de kristne munkeklostre, indtil man i 1100- og 1200-tallet begyndte at oprette universiteter. På klostrene drejede munkenes studier sig mest om lægevidenskab og lægeurter samt kalendere og tidsmåling.